# اس‌ام‌اس برومر
اس‌ام‌اس برومر (به انگلیسی: SMS Brummer) یک کشتی بود که طول آن ۱۴۰٫۴ متر (۴۶۰ فوت ۸ اینچ) بود. این کشتی در سال ۱۹۱۵ ساخته شد.